# Boda de María de las Mercedes de Borbón y Carlos de Borbón

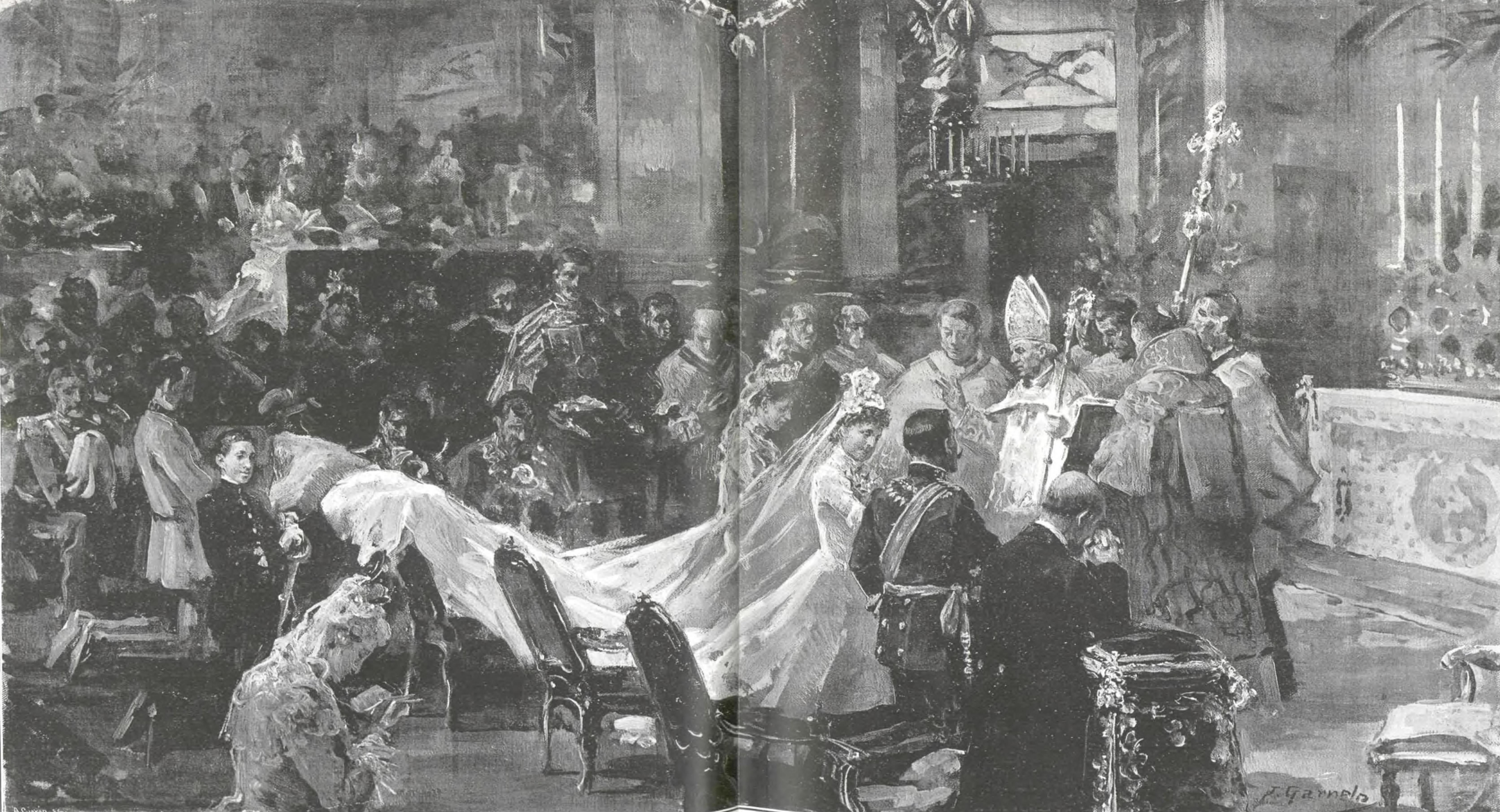
La boda en la Capilla Real de Madrid por José Garnelo (en La Ilustración española y americana)

La boda entre María de las Mercedes de Borbón, princesa de Asturias y el infante Carlos de Borbón se produjo el 14 de febrero de 1901, fue uno de los acontecimientos más importantes en España aquel año.

## Historia

### Antecedentes
En 1885, a su muerte Alfonso XII de España había dejado dos hijas, la propia María de las Mercedes, princesa de Asturias y la infanta María Teresa. Su viuda María Cristina fue declarada regente, en espera del nacimiento del vástago póstumo que esta esperaba del fallecido Alfonso XII. En caso de ser este hembra, sería proclamada reina María de las Mercedes y, en caso de ser un varón, sería proclamado este último de acuerdo con el orden tradicional de sucesión, reflejado en la Constitución de 1876. Finalmente el 17 de mayo de 1886 nacería un varón, que sería proclamado rey con el nombre de Alfonso XIII.
María de las Mercedes sería heredera de su hermano con el título de princesa de Asturias.  

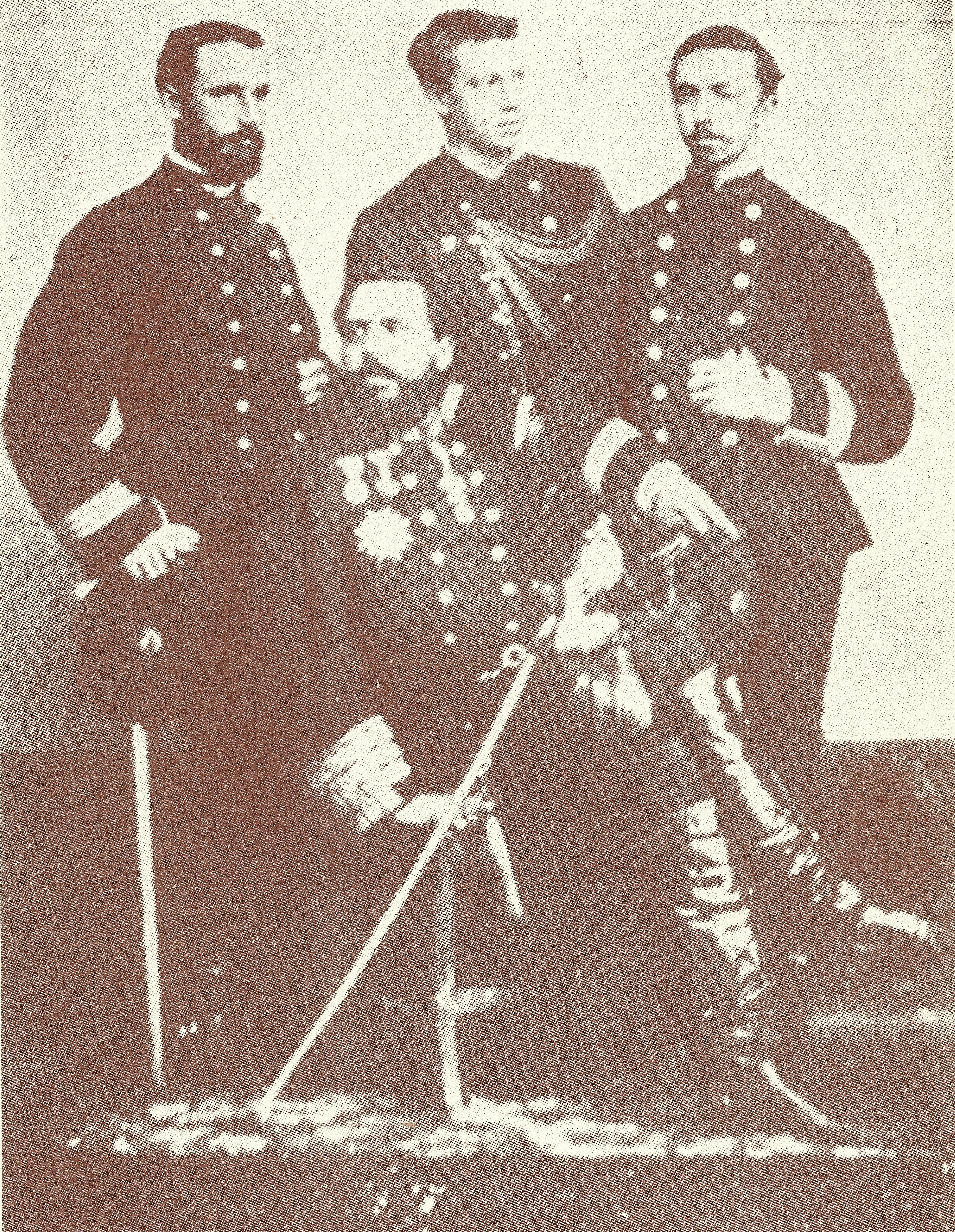
En la imagen puede verse al padre del novio, Alfonso, conde de Caserta (izda.) con sus primos Enrique de Parma, conde de Bardi y Roberto I, duque de Parma; rodeando al pretendiente carlista Carlos VII durante la Tercera Guerra Carlista.

En 1893 ingresó el príncipe Carlos de las Dos-Sicilias en el ejército español. Este príncipe era hijo del pretendiente al trono de las Dos-Sicilias: Alfonso. conde de Caserta. Posteriormente otros de sus hermanos entrarían en el ejército español. La tía paterna de María de las Mercedes, la infanta Isabel de Borbón favoreció estas relaciones entre los Borbón-Dos Sicilias y los Borbones de España, ya que había estado casada con un hermano del conde de Caserta, Cayetano, conde de Girgenti. Antes del propio Carlos, había ingresado en el ejército español su hermano Fernando, y al propio Carlos seguirían sus hermanos menores: Jenaro, Raniero, Felipe, Francisco de Asís y Gabriel. 
El conde de Caserta había combatido en la tercera guerra carlista en las filas del bando carlista a las órdenes de Carlos, duque de Madrid; junto con otros príncipes italianos de la casa de Borbón como Roberto I de Parma y su hermano Enrique. Anteriormente el conde de Caserta, padre de Carlos de Borbón-Dos Sicilias había combatido también por la defensa de los Estados Pontificios como zuavo. 
A su llegada a España, Carlos de las Dos-Sicilias intimó en el trato con su prima María de las Mercedes y se enamoró de ella. Los jóvenes príncipes se comprometieron. Antes de su compromiso con María de las Mercedes, se había planteado un compromiso de Carlos con princesas como Clementina de Bélgica, o la sobrina de esta, Isabel de Austria. Por su parte, en el caso de María de las Mercedes, se había especulado su matrimonio con otro príncipe italiano, Luis Amadeo de Saboya, duque de los Abruzzos.
En España existió una fuerte oposición al compromiso, ya que el padre de Carlos había combatido en la tercera guerra carlista en las filas del bando carlista a las órdenes de Carlos, duque de Madrid; junto con otros príncipes italianos de la casa de Borbón como Roberto I de Parma y su hermano Enrique. Anteriormente el conde de Caserta también había combatido también por la defensa de los Estados Pontificios como zuavo. Desde la familia real española se favoreció el matrimonio por razones de parentesco y afinidad. El proyectado matrimonio dio lugar a acalorados debates en el Congreso entre los partidarios de la boda y los contrarios a esta (por ejemplo, Romero Robledo), que citaban en su mayoría tanto el pasado carlista del padre de don Carlos, como la cercanía al trono que alcanzaría por su matrimonio. 
Carlos de las Dos-Sicilias fue naturalizado como español, tras su renuncia a "todo derecho y sucesión" a la corona de las Dos-Sicilias mediante el documento conocido como Acta de Cannes, firmado el 14 de diciembre de 1900. Tras su naturalización fue creado infante de España y pasó a llamarse Carlos de Borbón, sin referencia alguna a las Dos-Sicilias. Además, mediante este documento renunciaba a la herencia de su fortuna paterna, lo que favorecía a sus numerosos hermanos, ya que María de las Mercedes aportaba una importante dote.

### Desarrollo
El 24 de diciembre de 1900 se publicó la autorización del Senado y del Congreso al matrimonio proyectado, de acuerdo con lo previsto en el artículo 56 de la Constitución de 1876.
Los festejos con motivo del regio enlace duraron varios días e incluyeron distintos actos, como por ejemplo:
- función de gala en el Teatro Real (8 de febrero de 1901);
- banquete oficial en el comedor de gala del Palacio Real de Madrid (9 de febrero de 1901);
- recepción ofrecida por el Ayuntamiento de Madrid en la Casa Consistorial (10 de febrero de 1901);
- baile en el comedor de gala del Palacio Real de Madrid (11 de marzo de 1901)

La ceremonia propiamente dicha se efectuó el jueves, 14 de febrero de 1901 en la capilla del Palacio Real de Madrid a las once de la mañana. Fueron padrinos del regio enlace la reina regente María Cristina de Austria, madre de la novia; y el padre del novio, Alfonso, conde de Caserta.  Además a la ceremonia asistieron distintos miembros de ambas familias: 
- Por parte de la novia: sus hermanos, Alfonso XIII y la infanta María Teresa; sus tías paternas, las infantas Isabel y Eulalia; así como su tío materno, el archiduque Eugenio de Austria. Su abuela materna la archiduquesa Isabel de Austria, presenció la boda desde la tribuna o cancel situado a los pies de la misma.
- Por parte del novio: su madre, la condesa de Caserta; sus hermanos: Fernando, Jenaro, Josefina y María Pía.

Tras la ceremonia religiosa, se procedió a la inscripción de esta en el Registro Civil en el salón de Armaduras del Palacio Real de Madrid. 
El Palacio Real de Madrid tuvo que ser rodeado ese día por tropas por el miedo a manifestaciones o actos violentos con motivo de la boda cerca de esta residencia real. 

### Posteridad
María de las Mercedes moriría el 17 de octubre de 1904 como consecuencia del parto de su tercer vástago, la infanta Isabel Alfonsa.
Para entonces el matrimonio tenía tres hijos, los infantes Alfonso, Fernando e Isabel Alfonsa. El primero, Alfonso,  fue brevemente heredero al trono de España, como infante heredero, entre la muerte de su madre (17 de octubre de 1904) y el nacimiento del hijo primogénito de Alfonso XIII y Victoria Eugenia, Alfonso (10 de mayo de 1907). El segundo murió en 1905 con tan solo dos años de vida. Por último, la tercera contrajo matrimonio con el polaco, conde Juan Cancio Zamoyski en 1929.  
Carlos de Borbón contrajo nuevas nupcias en 1907 con la princesa Luisa de Orleans, teniendo entre sus cuatro hijos a María de las Mercedes, madre de Juan Carlos I de España. 

## Galería

Distintos aspectos de la boda y sus festejos
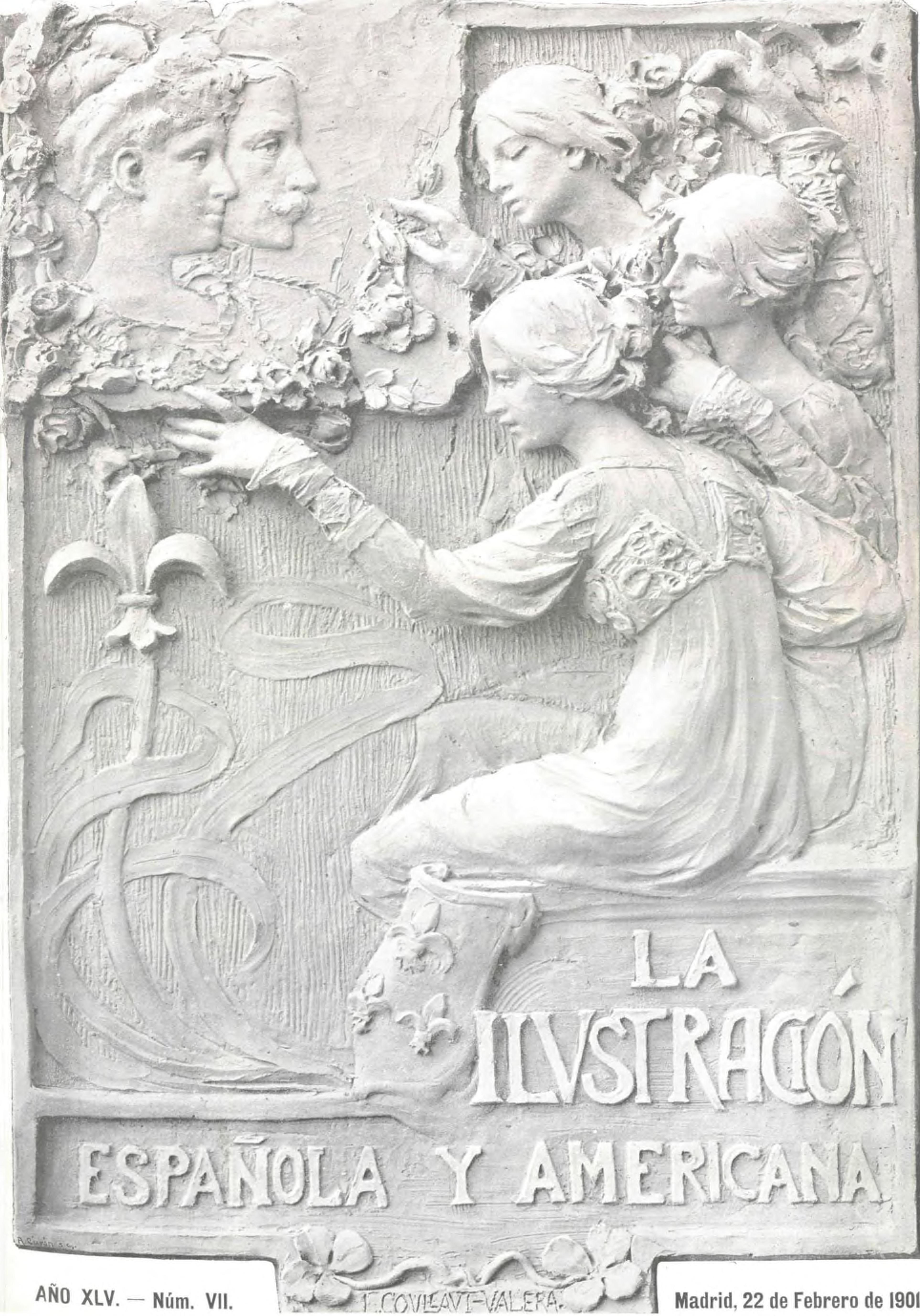
Portada del número publicado por La Ilustración Española y Americana con motivo del enlace.
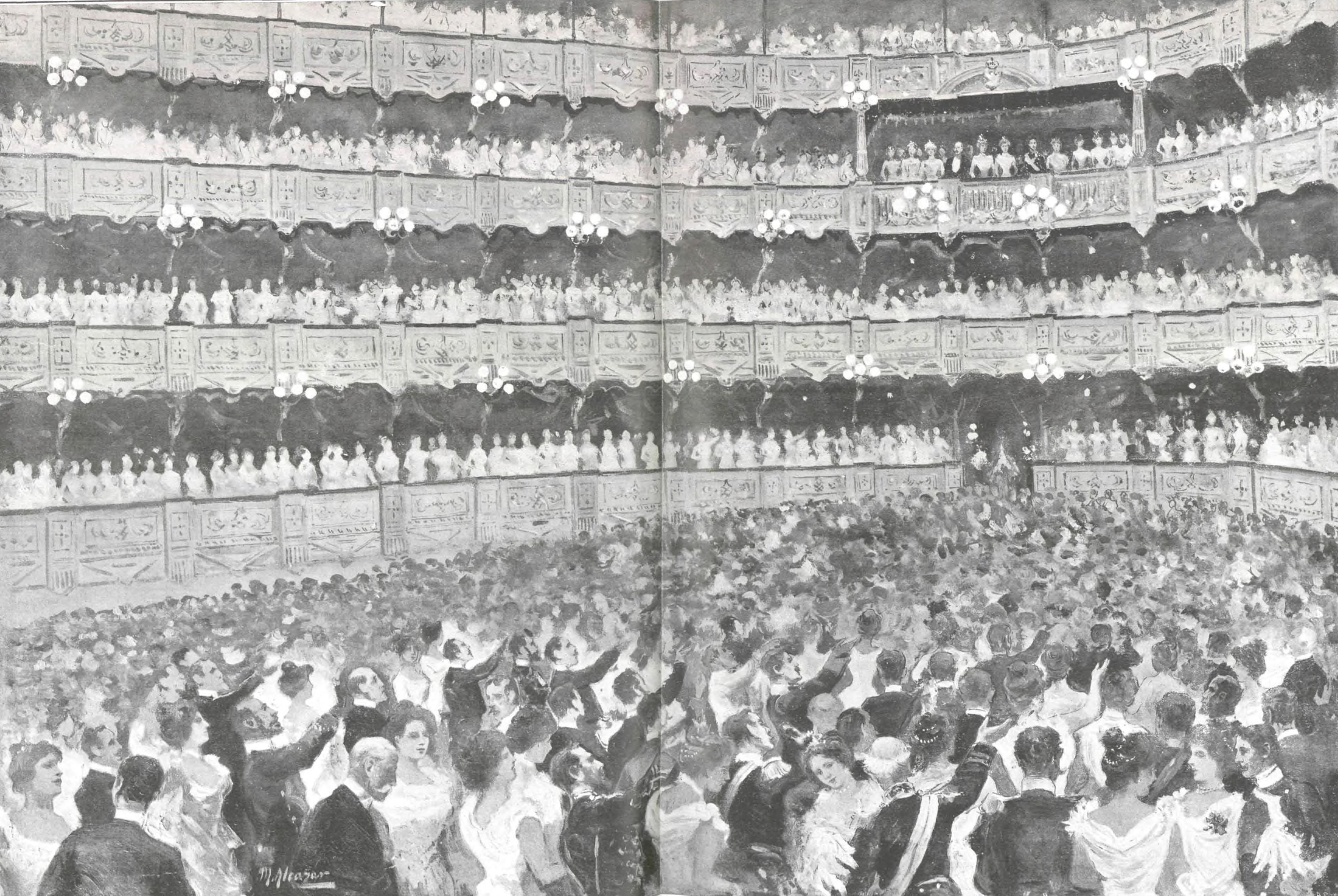
Función de gala en el Teatro Real
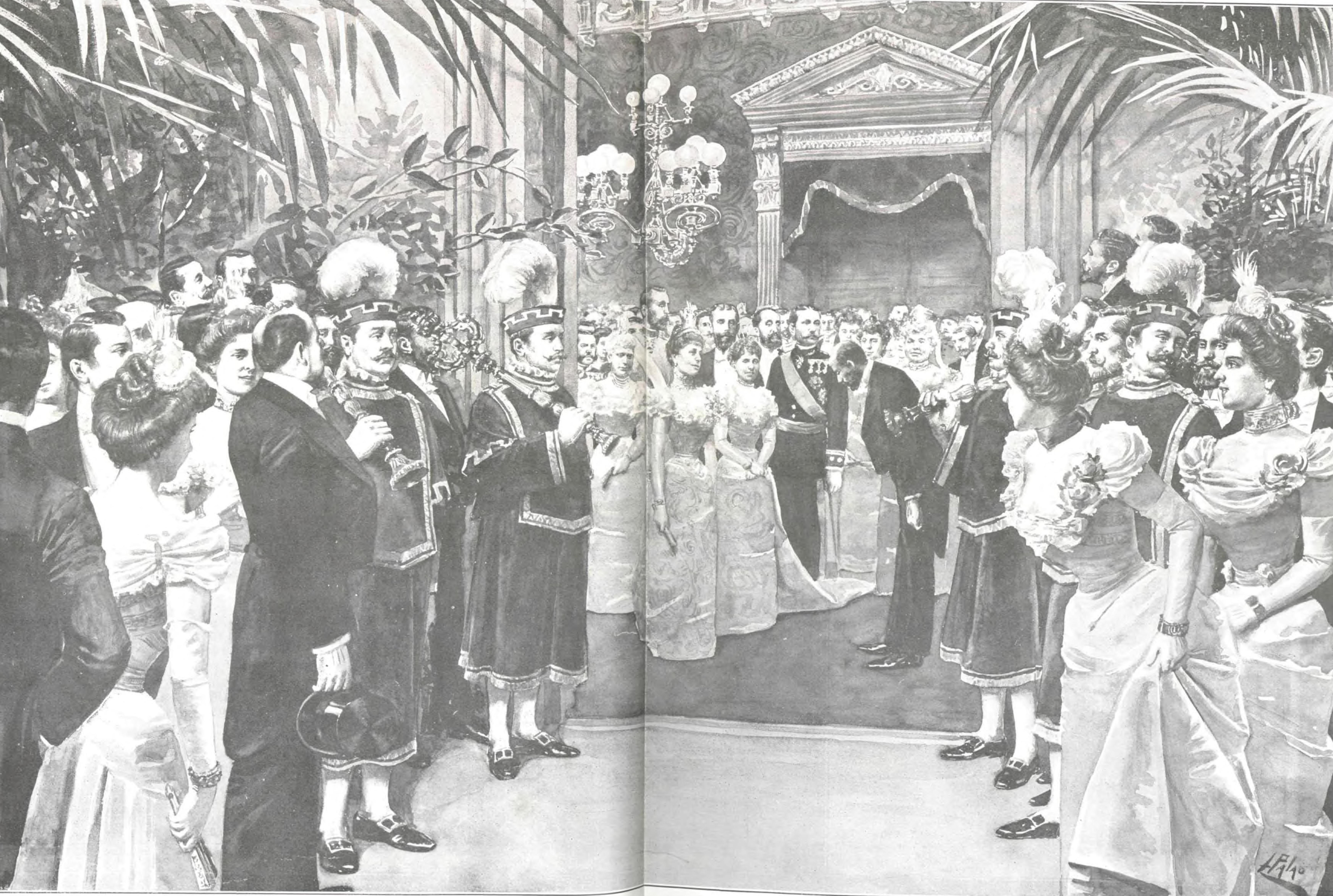
Recepción ofrecida por el Ayuntamiento de Madrid
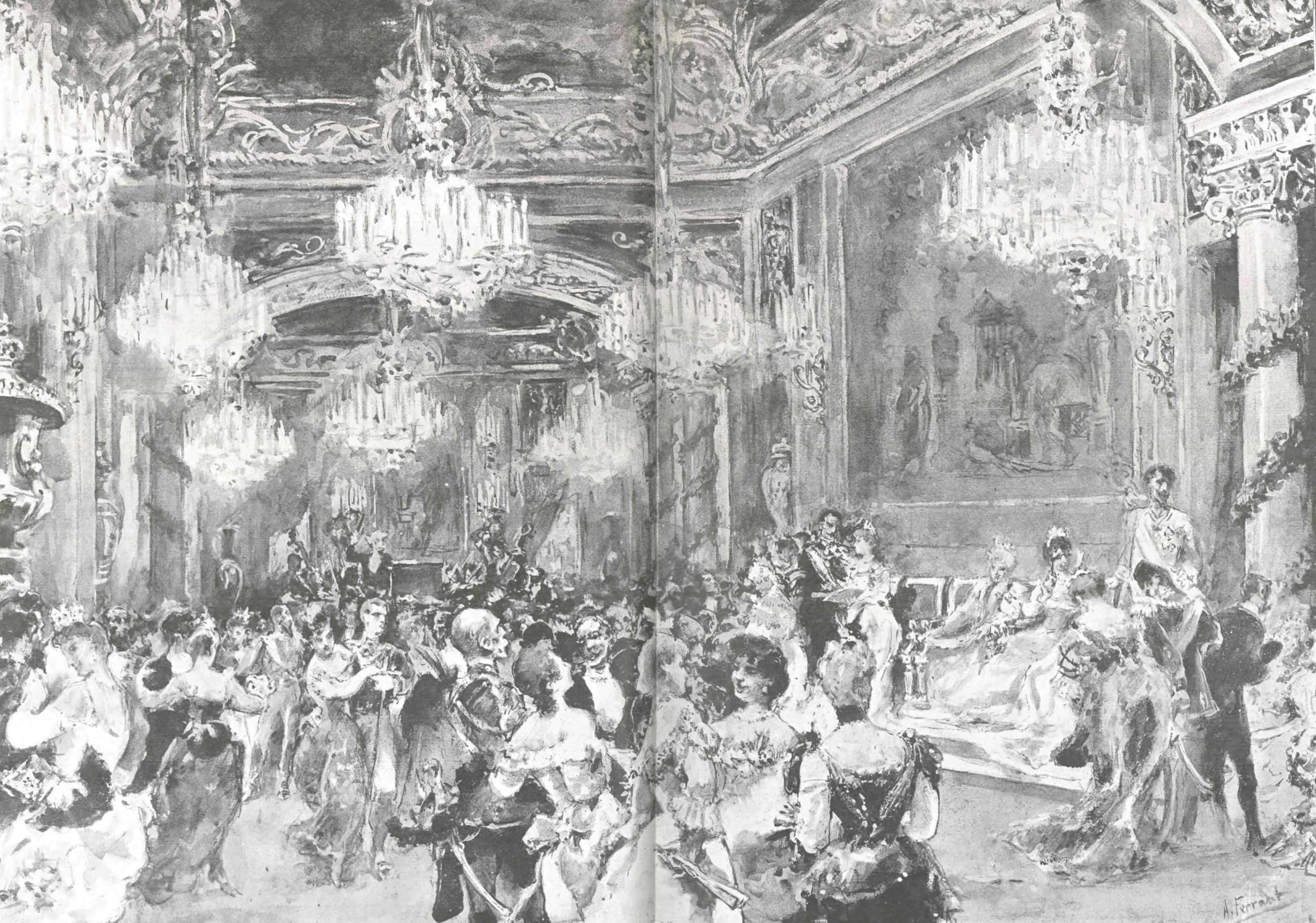
Baile de corte en el comedor de gala del Palacio Real
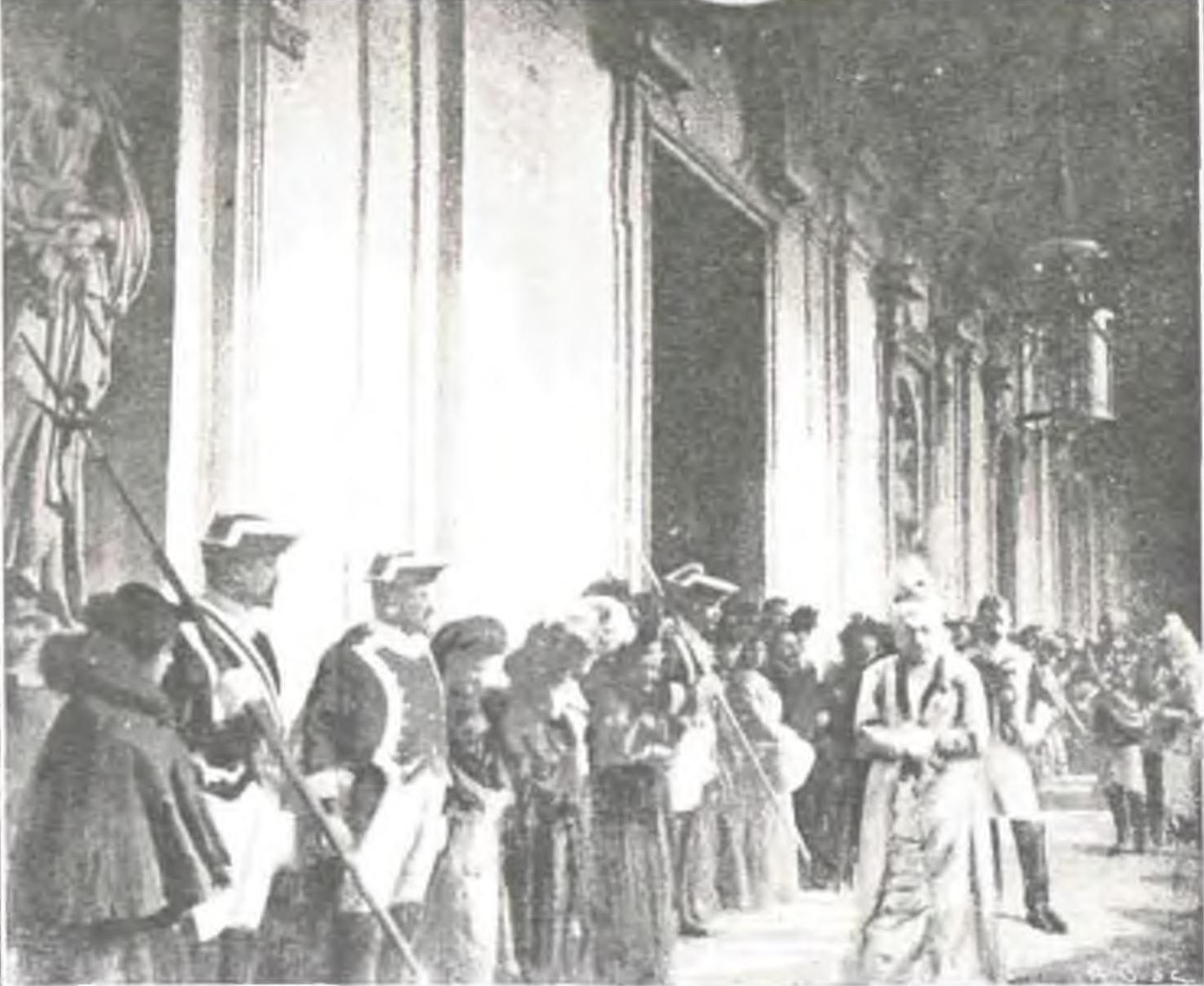
Llegada a la capilla del Palacio Real de Madrid de la archiduquesa Isabel de Austria, abuela materna de la novia para la ceremonia.

### Individuales
1. ↑  Mateos Sáinz de Medrano, 1996, pp. 276-277.
2. ↑  Ferrer, Melchor (1941). «La boda de María de las Mercedes: El P. Montaña». Historia del tradicionalismo español. Ediciones Trajano. pp. 275-277. Consultado el 8 de agosto de 2022.
3. ↑  Mateos Sáinz de Medrano, 1996, pp. 277-278.
4. ↑  «Real decreto concediendo honores y prerrogativas de Infante de España al Príncipe Don Carlos de Borbón y Borbón.». Gaceta de Madrid. 8 de febrero de 1901.
5. ↑  Mateos Sáinz de Medrano, 1996, pp. 278-279.
6. ↑  «Mensajes del Senado y Congreso á S. M. la Reina Regente con motivo del proyectado matrimonio de S. A. R. la Princesa de Asturias». Gaceta de Madrid. 24 de diciembre de 1900.
7. ↑  «La boda del Infante D. Carlos». ABC (896). 17 de noviembre de 1907. p. 1. Consultado el 10 de septiembre de 2019.
8. ↑  «Boda de príncipes». Blanco y Negro (864). 23 de noviembre de 1907. p. 10-11.